# Szkocja na Igrzyskach Imperium Brytyjskiego 1934
Szkocja wystartowała na Igrzyskach Imperium Brytyjskiego w 1934 roku w Londynie jako jedna z 16 reprezentacji. Była to druga edycja tej imprezy sportowej oraz drugi start szkockich zawodników. Reprezentacja zajęła piąte miejsce w generalnej klasyfikacji medalowej igrzysk, zdobywając 5 złotych, 4 srebrne i 16 brązowych medale.

## Medale
| Dyscyplina    | Złoto | Srebro | Brąz | Razem |
| ------------- | ----- | ------ | ---- | ----- |
| pływanie      | 2     | 2      | 2    | 6     |
| Lekkoatletyka | 1     | 1      | 8    | 10    |
| Zapasy        | 1     | –      | 3    | 4     |
| Bowls         | 1     | –      | 1    | 2     |
| Boks          | –     | 1      | 2    | 3     |
| Razem         | 5     | 4      | 16   | 25    |

## Medaliści
Boks
- George Holton – waga półciężka
- Thomas Wells – waga kogucia
- David Douglas-Hamilton – waga ciężka

 Bowls
- Robert Sprot – turniej singli
- William Lowe, Charles Tait, James Morrison, James Brown – turniej czwórek

 Lekkoatletyka
- Alan Hunter – bieg na 440 jardów przez płotki mężczyzn
- Donald Robertson – maraton mężczyzn
- Ian Young – bieg na 100 jardów mężczyzn
- Hamish Stothard – bieg na 880 jardów mężczyzn
- Dunky Wright – maraton mężczyzn
- John Michie – skok wzwyż mężczyzn
- William Mackenzie – rzut młotem mężczyzn
- Archie Turner, David Brownlee, Ian Young, Bob Murdoch – sztafeta 4 × 100 jardów mężczyzn
- Alan Hunter, Hamish Stothard, Robert Wallace, Ronald Wylde – sztafeta 4 × 440 jardów mężczyzn
- Cathie Jackson, Joan Cunningham, Margaret Mackenzie, Sheena Dobbie – sztafeta 220-110-220-110 jardów kobiet

 Pływanie
- Willie Francis – 100 jardów stylem grzbietowym mężczyzn
- Norman Hamilton – 200 jardów stylem klasycznym kobiet
- Margot Hamilton – 100 jardów stylem grzbietowym
- Merilees Chassels, Norman Hamilton, Willie Francis – sztafeta 3 × 110 stylem zmiennym mężczyzn
- Jean McDowell – 100 jardów stylem dowolnym kobiet
- George Anderson, Henry Cunningham, Merilees Chassels, William Burns – sztafeta 4 × 200 jardów stylem dowolnym mężczyzn

 Zapasy
- Edward Melrose – waga kogucia
- Murdoch White – waga piórkowa
- Robert Harcus – waga średnia
- Archie Dudgeon – waga ciężka